# Liste der Ehrenbürger von Roth
Die Ehrenbürgerwürde ist die höchste Auszeichnung, die die Stadt Roth zu vergeben hat. Mit ihr werden Persönlichkeiten ausgezeichnet, die sich besondere Verdienste um die Belange der Stadt erworben haben.
Seit 1884 wurden, soweit die Akten vorhanden sind, folgende Personen zu Ehrenbürgern ernannt. Die Kommerzienräte Zink und Stieber haben ihre 1906 verliehenen Ehrenbürgerschaften wegen persönlicher Differenzen nicht angenommen.
Hinweis: Die Auflistung erfolgt chronologisch nach Datum der Zuerkennung. Die Liste ist nach dem Zweiten Weltkrieg vermutlich nicht vollständig.

## Die Ehrenbürger der Stadt Roth
1. Prof. Anton Seitz (* 1829; † 1900)
Kunstmaler
Verleihung 1884
2. Johann Carl (* 1819; † 1897)
Redakteur
Verleihung 1896
3. Johann Michael Zahn (* 1818; † 1899)
Altbürgermeister
Verleihung 1898
4. Willy Supf (* 1854; † 1920)
Kommerzienrat
Verleihung 1901
  - Alex Zink

Kommerzienrat
Verleihung 1906, nicht angenommen
  - Wilhelm von Stieber

Kommerzienrat
Verleihung 1906, nicht angenommen
5. Ferdinand Carl (* 1853; † 1913)
Kommerzienrat
Verleihung 1912
6. Otto Schrimpff (* 1857; † 1932)
Geheimer Kommerzienrat
Verleihung 1925
7. Wilhelm Schindler (* 1863; † 1940)
Fabrikbesitzer
Verleihung 1933,
  - Paul von Hindenburg (* 2. Oktober 1847 in Posen; † 2. August 1934 auf Gut Neudeck)

Reichspräsident
Verleihung 1933, mit Stadtratsbeschluss von 9. Dezember 1947 aberkannt
  - Adolf Hitler (* 20. April 1889 in Braunau am Inn; † 30. April 1945 in Berlin)

Reichskanzler
Verleihung 1934, mit Stadtratsbeschluss von 9. Dezember 1947 aberkannt
8. Hans Breckwoldt (* 1871; † 1939)
Kommerzienrat
Verleihung 1935

## Quelle
- Karlheinz Spielmann: Ehrenbürger und Ehrungen in der Bundesrepublik. 1965